# Dinarthrum karagraha
Dinarthrum karagraha är en nattsländeart som beskrevs av Schmid 1961. Dinarthrum karagraha ingår i släktet Dinarthrum och familjen kantrörsnattsländor. Inga underarter finns listade i Catalogue of Life.